# Blombacka
Blombacka est une localité de Suède dans la commune de Karlstad située dans le comté de Värmland.
Sa population était de 199 habitants en 2019.